# 浅草銀行
浅草銀行（あさくさぎんこう）は、明治時代に東京府に存在した銀行。現在のみずほ銀行の前身のひとつ。
- 商号 株式会社浅草銀行
- 営業期間：1896年（明治29年）- 1907年（明治40年）
- 存続期間：1896年（明治29年） - 1908年（明治41年）
- 本店所在地：東京市浅草区
- 後継銀行：豊国銀行

## 沿革
- 1896年（明治29年）11月 - 設立
- 1907年（明治40年）4月11日-17日 - 銀行取付騒動がおき、預金約400万円のうち約190万円が引き出される[1]。
- 1907年（明治40年）12月30日 - 東京銀行集会所を退会（当行営業の最終日）

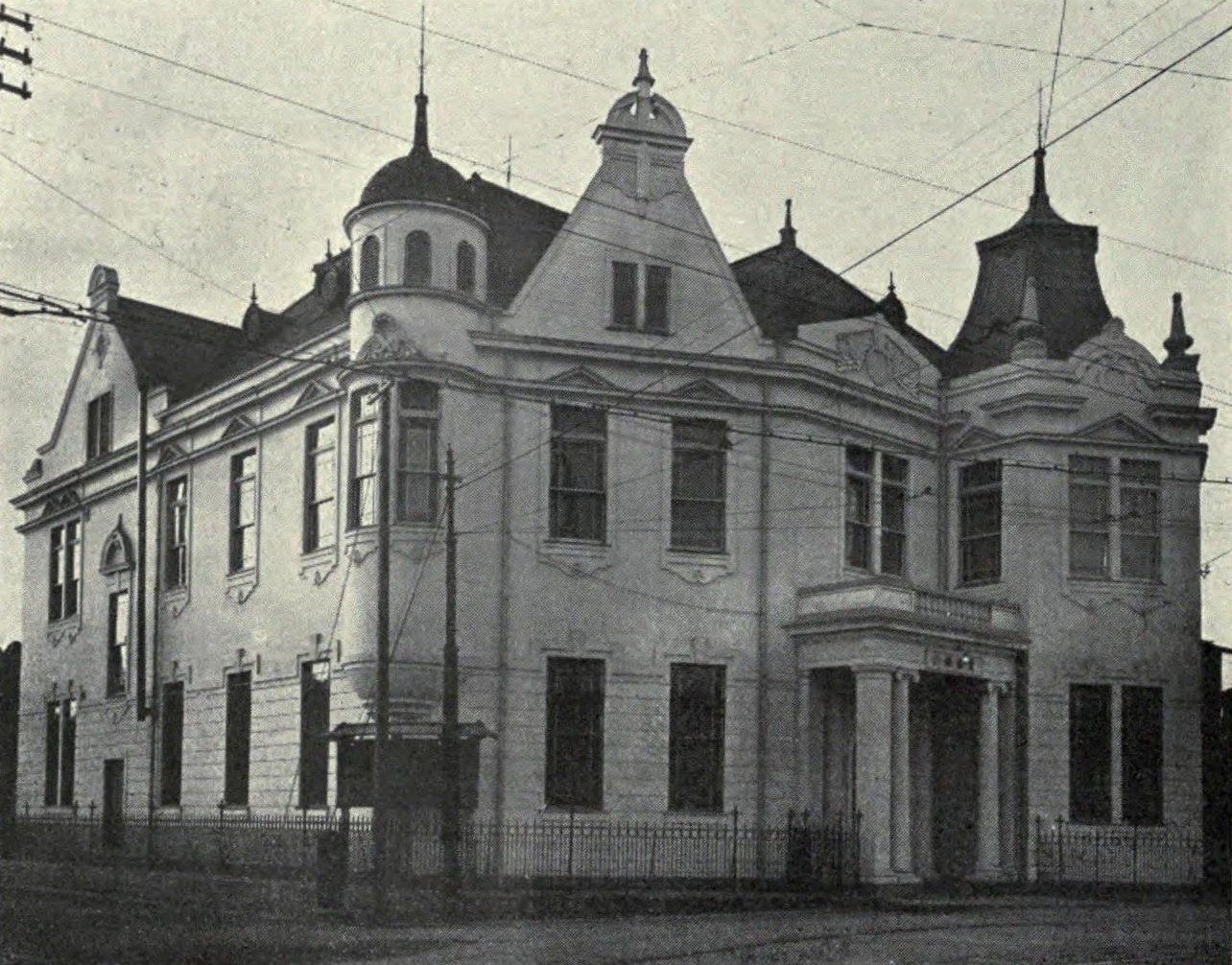
豊国銀行

- 1908年（明治41年）1月 - 豊国銀行（頭取浜口吉右衛門、明治40年5月2日設立[2]）に営業譲渡し、解散。なお浅草銀行の頭取の今井喜八[3]をはじめ専務の関戸金三郎、取締役の伊藤幸太郎、小池長次郎ら役員[4]は豊国銀行の役員[5]でもあった。また豊国銀行の設立、浅草銀行の合併については神谷傳兵衛の援助によるものであったという[6]。